# Neoserica strbai
Neoserica strbai är en skalbaggsart som beskrevs av Ahrens 2003. Neoserica strbai ingår i släktet Neoserica och familjen Melolonthidae. Inga underarter finns listade i Catalogue of Life.